# Aurora Snow
Aurora Snow (Santa Maria, 26 novembre 1981) è un'ex attrice pornografica e regista pornografica statunitense.

## Biografia
Nata e cresciuta a Santa Maria, in California e ha vissuto anche ad Albuquerque, nel Nuovo Messico. Ancora dodicenne, intraprende una precoce carriera di attrice recitando presso il locale teatro.
All'età di 17 anni dopo essersi iscritta alla University of California, avverte la necessità di lavorare per finanziare i propri studi. Dopo circa un anno risponde a un annuncio con il quale si cercano nuove modelle per foto "di nudo" e ne supera la selezione. Inizia con pose individuali che, rapidamente, divengono sempre più scabrose finché nel 2000 approda al cinema per adulti.
Nonostante abbia intrapreso la carriera di pornostar per propria libera scelta, ha ripetutamente dichiarato di non aver mai pensato di poter praticare quell'attività per più di un anno, anche perché inizialmente relativamente inesperta di pratiche sessuali. Dopo il primo film con Ed Powers, More Dirty Debutantes 152, gira molte brevi scene in film del genere gonzo e ProAm (amatoriali evolute) e solo successivamente si indirizza a film più tradizionali, con tanto di trama e cast articolati. Nel 2003 vince l'AVN Award for Female Performer of the Year.
Pur avendo interpretato quasi esclusivamente scene di sesso non protetto, ha aderito alla petizione che mira a imporre l'uso del condom ai professionisti della pornografia, quale profilassi delle malattie a trasmissione sessuale.
Il debutto di Aurora come regista pornografica ha luogo con Assploitations del 2004; nello stesso anno, sempre come regista, vince il premio Nightmoves Award per Best Gonzo con Assploitations 2. Aurora Snow regista ha diretto 13 film di buon successo commerciale e di critica.
Nel 2013 Aurora Snow ha lasciato il mondo della pornografia. Nel 2017, dopo 4 anni dal ritiro dall'industria pornografica, è stata inserita nella Hall of Fame dagli AVN Awards.

## Cinematografia tradizionale
Aurora appare in un cameo nel film di Greg Mottola Su×bad - Tre menti sopra il pelo con la collega Jenna Haze, anch'essa nota attrice pornografica. Ha partecipato con un cameo non accreditato nel film Le regole dell'attrazione.
Nel giugno 2008 appare anche in un reality show e, nel 2013, ha una piccolissima parte nel film horror Lizzie di David Dunn Jr..

## Riconoscimenti
- AVN Awards
  - 2003 – Female Performer of the Year[4]
  - 2017 – Hall of Fame - Video Branch[5]
- XRCO Award
  - 2002 – Cream Dream[6]
  - 2002 – Best Three-Way Sex Scene per Up Your Ass 18 con Mr Marcus e Lexington Steele[7]
  - 2002 – Best Group Sex Scene per Gangbang Audition 7 con Erik Everhard, Jay Ashley, Mr Marcus e Lexington Steele e Pat Myne[8]
  - 2003 – Best Three-Way Sex Scene per Trained Teens 1 con Gauge e Jules Jordan[9]
  - 2011 – Hall of Fame[10]

## Filmografia

### Attrice
- 18 and Nasty 16 (2000)
- Action Sports Sex 11 (2000)
- Barefoot Confidential 11 (2000)
- Barely Legal 7 (2000)
- Bikes Babes And Bikinis 1 (2000)
- Blowjob Adventures of Dr. Fellatio 26 (2000)
- Bring 'um Young 2 (2000)
- Bring 'um Young 3 (2000)
- Chill'in Wit the Mack 1 (2000)
- Coed Cocksuckers 21 (2000)
- Crystal Dreams (2000)
- Deep Oral Ladies 9 (2000)
- Dirty Little Sex Brats 14 (2000)
- Ecstasy (2000)
- Extreme Teen 7 (2000)
- Filthy First Timers 20 (2000)
- Fresh Flesh 15 (2000)
- Freshman Fantasies 28 (2000)
- Gangbang Girl 27 (2000)
- Girl's Affair 48 (2000)
- Grrl Power 1 (2000)
- More Dirty Debutantes 152 (2000)
- Naughty College School Girls 9 (2000)
- North Pole 16 (2000)
- Pigtails 1 (2000)
- Pigtails 3 (2000)
- Real Golden Showers 4 (2000)
- Real Naturals 4 (2000)
- Real Sex Magazine 32 (2000)
- Sex Across America 3 (2000)
- She Squirts 5 (2000)
- Shut Up and Blow Me 23 (2000)
- Shut Up and Blow Me 25 (2000)
- Six Degrees Of Seduction 3 (2000)
- Submissive Little Sluts 7 (2000)
- Sweet Lil 18 10: It's The Back To School Edition (2000)
- There's Something About Jack 12 (2000)
- To Live And Fuck In L.A. (2000)
- University Coeds 26 (2000)
- Up And Cummers 88 (2000)
- Valley Cheerleader Sorority 1 (2000)
- Virgin Stories 12 (2000)
- We Go Deep 11 (2000)
- Young Dumb and Full of Cum 5 (2000)
- Anal Addicts 4 (2001)
- Ass Angels 2 (2001)
- Babes In Pornland 4: Anal Babes (2001)
- Babysitter 6 (2001)
- Bacchanal (2001)
- Battle Royal Second Match (2001)
- Black Cravings 3 (2001)
- Blowjob Fantasies 13 (2001)
- Blue Angel (2001)
- Buffy Malibu's Nasty Girls 24 (2001)
- Calendar Issue 2001 (2001)
- Candy Striper Stories 4 (2001)
- Casting Couch Confessions 4 (2001)
- Cheerleader Diaries 4 (2001)
- Chocolate Oral Delights 1 (2001)
- Coed Cuties (2001)
- Dayton: Extreme Close Up (2001)
- Deep Oral Ladies 15 (2001)
- Director's Cut (2001)
- Dirty Little Cocksuckers 3 (2001)
- Dirty Little Sex Brats 17 (2001)
- Dirty Talkin' Blowjobs (2001)
- Disturbed (2001)
- Double Penetration Virgins 10: DP Calling (2001)
- Down The Hatch 6 (2001)
- Dripping Fucking Wet 3: On Your Face (2001)
- Extreme Teen 20 (2001)
- Extreme Teen 22 (2001)
- Fast Times at Deep Crack High 2 (2001)
- Fast Times at Deep Crack High 5 (2001)
- Flash Flood 5 (2001)
- Flesh Peddlers 11 (2001)
- Gag Factor 5 (2001)
- Gangbang Auditions 7 (2001)
- Gangland 23 (2001)
- Goo Girls 3 (2001)
- Goo Girls 4 (2001)
- Gutter Mouths 22 (2001)
- Hearts and Minds 1 (2001)
- House Sitter (2001)
- I Love To Swallow 1 (2001)
- Immature Encounters 2 (2001)
- Internal Affairs 4 (2001)
- I've Never Done That Before 2 (2001)
- Jail Babes 23 (2001)
- Kelly The Coed 12: Mommy's Little Monster (2001)
- Locker Room Girls (2001)
- Lord of Asses 6 (2001)
- Nasty Nymphos 32 (2001)
- Naughty Little Nymphos 7 (2001)
- Naughty Sexual Favors (2001)
- New Girls in Town 1 (2001)
- Oral Adventures Of Craven Moorehead 3 (2001)
- Oral Adventures Of Craven Moorehead 6 (2001)
- Oral Adventures Of Craven Moorehead 8 (2001)
- Oral Consumption 3 (2001)
- Perverted POV 1 (2001)
- Perverted Stories 31 (2001)
- Pretty (2001)
- Private Sex Public Places (2001)
- Pussyman's American Cocksucking Championship 9 (2001)
- Quiver (2001)
- Rags To Riches (2001)
- Real Naturals 9 (2001)
- Roller Ball (2001)
- Sex Toys 2 (2001)
- Sexual Harassment 4 (2001)
- Shut Up and Blow Me 27 (2001)
- Shut Up and Blow Me 28 (2001)
- Shut Up and Blow Me 29 (2001)
- Shut Up and Blow Me 30 (2001)
- Simply 18 4 (2001)
- Smokin' 2 (2001)
- Sodomania: Slop Shots 9 (2001)
- Specs Appeal 3 (2001)
- Submissive Little Sluts 10 (2001)
- Submissive Little Sluts 9 (2001)
- Swallow Teens (2001)
- Taboo 2001: Sex Odyssey (2001)
- Tachophobia (2001)
- Teen Tryouts Audition 6 (2001)
- University Coeds 35: Yearbook Edition (2001)
- University Coeds Oral Exams 4 (2001)
- Up Your Ass 18 (2001)
- Violation Of Aurora Snow (2001)
- Whack Attack 12 (2001)
- Whore of the Rings 1 (2001)
- Wrap Party (2001)
- XXX 2: Predators and Prey (2001)
- Young Muff 10 (2001)
- Young Sluts, Inc. 1 (2001)
- Young Stuff 3 (2001)
- 2 on 1 11 (2002)
- 5 Guy Cream Pie 1 (2002)
- A Train 1 (2002)
- Adult Stars At Home 2 (2002)
- Anal Excursions 1 (2002)
- Ass Worship 2 (2002)
- Babewatch 15 (2002)
- Babewatch 16 (2002)
- Behind the Scenes of Dripping Wet Sex 1 (2002)
- Bootylicious 38: Little White Bitches (2002)
- Brandi's Freshman Year (2002)
- Caution Your Azz is In Danger 5 (2002)
- Cum Sucking Whore Named Aurora Snow (2002)
- Cumback Pussy 48 (2002)
- Cupid's Arrow (2002)
- Deep Throat This 4 (2002)
- Double Parked 1 (2002)
- Dripping Wet Sex 1 (2002)
- Dripping Wet Sex 3 (2002)
- Ecstasy 9 (2002)
- Feeding Frenzy 1 (2002)
- Fetish 1: Dream Scape (2002)
- Flash Flood 6 (2002)
- Flesh Hunter 1 (2002)
- Flesh Hunter 3 (2002)
- Gangbang Girl 32 (2002)
- Gangbang Girl 33 (2002)
- Gangbang Girl 34 (2002)
- Gypsy Curse (2002)
- Hand Job Hunnies 4 (2002)
- Heart Breakers (2002)
- Heaven (2002)
- Hell On High Heels (2002)
- Hot Dripping Pink (2002)
- I Dream of Jenna 1 (2002)
- In and Out in Beverly Hills (2002)
- Innocence Baby Doll (2002)
- Internally Yours 3 (2002)
- Just Say No (2002)
- Kittens 12 (2002)
- Kung-fu Girls 3 (2002)
- Love and Sex 1 (2002)
- Love at First Byte (2002)
- Love Letters (2002)
- Love Potion 69 (2002)
- Magic Sex (2002)
- Moving Day (2002)
- Naughty Bedtime Stories 1 (2002)
- Naughty Little Nymphos 9 (2002)
- Negro in Mrs. Jones 3 (2002)
- No Man's Land 37 (2002)
- On Location With Simon Wolf (2002)
- Oral Adventures of Craven Moorehead 13 (2002)
- Panty World 14 (2002)
- Pussy Whipped (2002)
- Pussyman's Decadent Divas 18 (2002)
- Real College Girls 2 (2002)
- Real XXX Letters 1 (2002)
- Rear Factor 2 (2002)
- Roommate From Hell (2002)
- Second Chance (2002)
- Service Animals 11 (2002)
- Sex Scavengers (2002)
- Sexspeare (2002)
- Sindee The Campus Slut (2002)
- Sodomania: Slop Shots 12 (2002)
- Soloerotica 1 (2002)
- Space Invaderz (2002)
- Süsse pissende Pussies (2002)
- Sweet 101 (2002)
- Taste of a Woman (2002)
- Teacher's Pet 2 (2002)
- Tease and Please 1 (2002)
- Teen Patrol 1 (2002)
- Teen Sensations 1 (2002)
- Teen Spirit 1 (2002)
- Teen Spirit 2 (2002)
- They Make Me Do Things 2 (2002)
- To Completion 3 (2002)
- To Completion 4 (2002)
- Train My White Ass 1 (2002)
- Trained Teens 1 (2002)
- Turn It Up! (2002)
- Weapons Of Ass Destruction 1 (2002)
- Wet Inc. 1 (2002)
- White Trash Whore 24 (2002)
- Wild Pair (2002)
- Wishful Thinking (2002)
- Young And Natural (2002)
- 100% Anal 2: Welcome to Jezebelle (2003)
- 100% Blowjobs 14 (2003)
- 100% Blowjobs 22 (2003)
- 20 and Natural (2003)
- Adult Video News Awards 2003 (2003)
- After Midnight (2003)
- All Anal 2 (2003)
- Anal 18 1 (2003)
- Angels (2003)
- Ass Appeal (2003)
- Ass Stretchers 1 (2003)
- Assploitations 1 (2003)
- Assploitations 2 (2003)
- Aurora Snow Exposed (2003)
- Bachelor (2003)
- Bad Influence (2003)
- Bang That Bitch 1 (2003)
- Best of Teen Tryouts Auditions (2003)
- Big Cock Seductions 7 (2003)
- Bottom Feeders 6 (2003)
- Clusterfuck 2 (2003)
- College Cunts (2003)
- Cotton Candy (2003)
- Dawn of the Debutantes 7 (2003)
- Deep Oral Ladies 22 (2003)
- Deep Pink (2003)
- Delicious Pink (2003)
- Devinn Lane Show 5: Saving The Best For Last (2003)
- Dripping Wet Pink 4 (2003)
- Exile (2003)
- Extreme Behavior 1 (2003)
- Face Down Ass Up (2003)
- Fans Have Spoken 9 (2003)
- Fetish Circus (2003)
- Jenna Loves Felecia (2003)
- Jenna Loves Girls (2003)
- Jill Kelly Superstars (2003)
- Just Sex (2003)
- Kick Ass Chicks 9: Aurora Snow (2003)
- Life (2003)
- Load In Every Hole 2 (2003)
- Love And War (2003)
- Lovesexy (2003)
- Mandy the Perfect Gift (2003)
- Nasty Bottoms (2003)
- Naughty Bottoms (2003)
- Nurse Nasty (2003)
- Only the Best of Brianna Banks (2003)
- Perverted Tales (2003)
- Pop 1 (2003)
- Real Female Orgasms 4 (2003)
- Real XXX Letters 4 (2003)
- Repo Girl (2003)
- Retro Lust (2003)
- Search and Destroy 2 (2003)
- Serenity In Toyland (2003)
- Six Degrees Of Penetration (2003)
- Sodomania: Slop Shots 13 (2003)
- Sole Sistas 2 (2003)
- Soloerotica 3 (2003)
- Sorority Sluts (2003)
- Taya: Extreme Close Up (2003)
- Tell Me What You Want 2 (2003)
- Temptation (2003)
- Ten Wet Girls (2003)
- Tight Bottoms (2003)
- Young and Tight 4 (2003)
- Younger the Better 3 (2003)
- Zodiac Rising (2003)
- 100% Blowjobs 28 (2004)
- Amateur Madness 52 (2004)
- Amateur Thrills 10 (2004)
- Anal Bandits 1 (2004)
- Anal Delinquents 1 (2004)
- Anal Delinquents 2 (2004)
- Anal Team 1 (2004)
- Art Of Anal 1 (2004)
- Art Of Anal 2 (2004)
- Art Of Anal 3 (2004)
- Assploitations 3 (2004)
- Assploitations 4 (2004)
- Aurora Snow's Double Penetrations (2004)
- Award Winning Sex Scenes (2004)
- Backdoor Whores (2004)
- Barely Legal All Stars 3 (2004)
- Best of Aurora Snow (2004)
- Dawn of the Debutantes 17 (2004)
- Delilah (2004)
- Dementia 1 (2004)
- Dirty Little Girls (2004)
- Double Penetration 1 (2004)
- Droppin' Loads 3 (2004)
- Fire in the Hole (2004)
- Going Down With Love (2004)
- Jenna And Friends (2004)
- Jenna Haze vs Krystal Steal (2004)
- Kink Club 2 (2004)
- Lipstick Lesbians 2 (2004)
- Little Chicks Big Dicks (2004)
- Make Me Cum (2004)
- Mayhem Explosions 1 (2004)
- Mayhem Explosions 2 (2004)
- My First DP (2004)
- Nuttin' Hunnies 1 (2004)
- Payback (2004)
- Pop 2 (2004)
- Reel Joe (2004)
- Ripe 11 (new) (2004)
- Ripe 16: Aveana Lee (2004)
- Sex Addictions (2004)
- Sex Brat (2004)
- Skeet Skeet Skeet (2004)
- Spin The Booty (2004)
- Stormy Romance (2004)
- Sweet Grind (2004)
- Sweet Obscenities (2004)
- Twist of Anal (2004)
- Undertow (2004)
- University Coeds Oral Exams 14 (2004)
- Wicca (2004)
- Wild On X 1 (2004)
- Wild On X 2 (2004)
- Young Fuckers 6 (2004)
- Your Ass is Mine (2004)
- All Sex No Talk 1 (2005)
- Anal Delinquents 3 (2005)
- Anal Driller 5 (2005)
- Ass Factor 4 (2005)
- Assploitations 5 (2005)
- Aurora Snow vs Gauge (2005)
- Back 2 Black (2005)
- Best Butts In The Biz (2005)
- Best of North Pole 2 (2005)
- Felix Vicious Exposed (2005)
- Girls Playing 2 (2005)
- Girls Who Like Girls (2005)
- Harlot (2005)
- Lettin' Her Fingers Do The Walking (2005)
- Lipstick Lesbians 3 (2005)
- Lust (2005)
- Mayhem Explosions 3 (2005)
- My First Blowjob (2005)
- Shades of Sex 3 (2005)
- Teenage Chocoholics (2005)
- Anal Expedition 10 (2006)
- Ass Bandits 2 (2006)
- Aurora Snow Sex Cosplay (2006)
- Butt Sluts 2 (2006)
- Camp Ass (2006)
- Cheating Housewives 3 (2006)
- Crack Addict 5 (2006)
- Custom Blowjobs (2006)
- Dirty Love (2006)
- Filthy (2006)
- Grand Theft Anal 9 (2006)
- Hand to Mouth 3 (2006)
- Hellcats 10 (2006)
- Her First Lesbian Sex 8 (2006)
- House of Ass 3 (2006)
- I Got 5 on It 1 (2006)
- Internal Cumbustion 9 (2006)
- My Cyber Fantasy 2 (2006)
- My Sister's Hot Friend 4 (2006)
- Peep Show (2006)
- Playing with Aurora Snow 1 (2006)
- Ravenous (2006)
- Rough and Ready 4 (2006)
- Rumor Had Em (2006)
- Screamin For Semen 2 (2006)
- Sex Therapy 1 (2006)
- Sex Therapy 2 (2006)
- Slipping Into Darkness (2006)
- Slutty and Sluttier 1 (2006)
- Small Sluts Nice Butts 6 (2006)
- Teen America (2006)
- Tinkle Time 1 (2006)
- Tough Love 9 (2006)
- Wax On Whacks Off (2006)
- Young Wet Bitches 2 (2006)
- 3 Blowin Me 1 (2007)
- Baby Face 1 (2007)
- Bitches (2007)
- BJ's In Hot PJ's (2007)
- Black in My Ass 1 (2007)
- Black in the Crack 3 (2007)
- Body Worship (2007)
- Butt Licking Anal Whores 8 (2007)
- By Appointment Only 4 (2007)
- Cockaholics Anonymous 3 (2007)
- Dark Meat 2 (2007)
- Dripping Wet (III) (2007)
- Filth Factory (2007)
- Flawless 8 (2007)
- Gangbang Girl 37 (2007)
- Gape Lovers 1 (2007)
- Gape Lovers 2 (2007)
- Hard Time (2007)
- Harder Than Steel 3 (2007)
- Hotter Than Hell 1 (2007)
- House on Lovers Lane (2007)
- Housewife Bangers 7 (2007)
- I Dream of Jenna 2 (2007)
- I Love Your Sexy Feet (2007)
- Insertz (2007)
- Internal Injections 2 (2007)
- Jam It All The Way Up My Ass 4 (2007)
- Just a Girl (2007)
- Last Night (2007)
- Love To Fuck 3 (2007)
- Me Myself and I 1 (2007)
- Not The Bradys XXX (2007)
- Old Enough to be Their Mother 3 (2007)
- Peter North's POV 18 (2007)
- Playing with Aurora Snow 2 (2007)
- Pussy Cum Cocktails (2007)
- Racial Violations 1 (2007)
- Rump Rider (2007)
- Service with a Smile (2007)
- Sex Addicts 3 (2007)
- Sex Addicts: She Gotta Have it Here (2007)
- Sexual Revolution (2007)
- Skeeter Kerkove's Girls Sodomizing Girls 3 (2007)
- Slick (2007)
- Small Sluts Nice Butts 10 (2007)
- Spunk'd the Movie (2007)
- Stuffed Sluts (2007)
- Sweet Cream Pies 3 (2007)
- Tainted Teens 4 (2007)
- Timeless (2007)
- 1 Night In Jail (2008)
- All Anal all the Time (2008)
- Anal Freakout (2008)
- Apprentass 9 (2008)
- Ass Traffic (2008)
- Balls Deep 13 (2008)
- Beast Is Back 3 (2008)
- Black GangBangers 6 (2008)
- Buttsisters Daughters 2 (2008)
- Cum Eating Cuckolds 6 (2008)
- Dirty POP 2 (2008)
- Fuck My Teen Pussy (2008)
- Gaped Crusaders 3 (2008)
- Gapeman 2 (2008)
- Jenna Loves Diamonds (2008)
- Lollipop Lesbians (2008)
- Lord Of Asses 13 (2008)
- My Space 4 (2008)
- Not Bewitched XXX (2008)
- Not The Bradys XXX: Marcia Marcia Marcia (2008)
- Nut Busters 10 (2008)
- Only the Best of Teens (2008)
- Pirate Fetish Machine 31: L.A. Lust (2008)
- Scenes from a Cell (2008)
- Served Raw (2008)
- Sloppy Head 1 (2008)
- Slutty and Sluttier 7 (2008)
- Smokin' Tailpipes (2008)
- When MILFs Attack (II) (2008)
- 1 On 1 4 (2009)
- 101 Natural Beauties (2009)
- 12 Nasty Girls Masturbating 14 (2009)
- 13 Cum Hungry Cocksuckers 9 (2009)
- Addicted 2 (2009)
- Anal Hell 4 (2009)
- Asseaters Unanimous 19 (2009)
- Aurora Snow's Sorority Slam (2009)
- Being Jenna (2009)
- Black by Injection 2 (2009)
- Cumstains 10 (2009)
- Dirty Blondes (2009)
- Face Fucking Inc. 6 (2009)
- Fuck Fiends 4 (2009)
- Fuck Team 5 7 (2009)
- Gangbang Squad 16 (2009)
- Her First Older Woman 6 (2009)
- I Can't Believe I Took The Whole Thing 18 (2009)
- Jerkoff Material 3 (2009)
- Masturbation Nation 1 (2009)
- Mom's Cuckold 2 (2009)
- My First Sex Teacher 18 (2009)
- Ninn Wars 4 (2009)
- Open Ended 1 (2009)
- POV Cocksuckers 9 (2009)
- Pretty Sloppy 1 (2009)
- Private Xtreme 44: Put Your Big Black Cock in My Ass (2009)
- Racial Profiling 1 (2009)
- Risque Moments (2009)
- Rocco's Back (2009)
- Sex Files: A Dark XXX Parody (2009)
- Sweet Cream Pies 6 (2009)
- This Ain't Star Trek XXX 1 (2009)
- This Isn't Big Love - A XXX Parody (2009)
- Throated 20 (2009)
- Up That White Ass 1 (2009)
- Up'r Class 6 (2009)
- All Girls All the Time 1 (2010)
- Anal Whore Next Door 3 (2010)
- Art of Anal 1 (2010)
- Big Thick Chocolate Stick (2010)
- Blonde Side (2010)
- Brat Bitch Princess (2010)
- Butt Bang Bitches 1 (2010)
- Buttman's Evil Live (2010)
- Clusterfuck 7 (2010)
- Cuckold Sessions 6 (2010)
- Daddy's A Pervert (2010)
- Face Fucking Inc. 10 (2010)
- Gape Lovers 5 (2010)
- Interracial Anal Love 2 (2010)
- Manhammer 9 (2010)
- Masturbation Nation 6 (2010)
- Miss Conduct (2010)
- Mr. POV (2010)
- Naporneon Dynamite (2010)
- Nyomi Banxxx is Hardcore (2010)
- Outnumbered 5 (2010)
- Playgirl's Hottest Interracial 1 (2010)
- Private Movies 51: Future Soccer Mom Sluts (2010)
- Pussy Eating Club 1 (2010)
- Red Panties (2010)
- Seasoned Players 12 (2010)
- Self Service Sex 2 (2010)
- Starlet Fever 3 (2010)
- Straight Guys For Gay Eyes: Bret Brookside (2010)
- Straight Guys for Gay Eyes: Girth Brooks (2010)
- Stretched Open Slimy Vagina (2010)
- Throat Blasters 4 (2010)
- Throated 25 (2010)
- To Protect and to Serve 2 (2010)
- Addams Family: An Exquisite Films Parody (2011)
- All Sexed Up (2011)
- Anal Encounters 2 (2011)
- Big Dick Gloryholes 7 (2011)
- Black Cock Addiction 9 (2011)
- Cougars Crave Young Kittens 7 (2011)
- Femdom Ass Worship 12 (2011)
- Gangbang Her Little White Thang 10 (2011)
- Gape Lovers 6 (2011)
- Head Game 3 (2011)
- I Love Anal (2011)
- Interracial Blow Bang 5 (2011)
- Interracial Gloryhole Initiations 9 (2011)
- Mom's Anal Gape Factory (2011)
- My Girlfriend's Mother 2 (2011)
- Not Jennifer Lopez XXX: An American Idol (2011)
- Nothing But Sexxx 2 (2011)
- Porn's Most Outrageous Outtakes 5 (2011)
- Straight Guys For Gay Eyes: Shane Hopkins (2011)
- Strap Attack 14 (2011)
- Superstars of Porn 1 (2011)
- Taxi Driver: A XXX Parody (2011)
- Teen Cum Junkies 3 (2011)
- Zebra Girls 1 (2011)
- Anal Pleasures (2012)
- Ass Addiction (2012)
- Attack of the Squirting Succubutts (2012)
- Batgirl XXX: An Extreme Comixxx Parody (2012)
- Best of Lord of Asses 2 (2012)
- Family Guy: The XXX Parody (2012)
- Gapeman's Favorite Gapes (2012)
- I Am Charley Chase (2012)
- Mean Bitches POV 5 (2012)
- Mug Shots 2 (2012)
- Piss Freaks (2012)
- Playgirl's Hottest: Leather And Lace (2012)
- She's Got Black in Her Crack (2012)
- Yellow Beaver Fever (2012)
- Your Mom Sucked Me Dry (2012)
- Glory Holed 2 (2013)
- Young Interracial Fucks (2013)

### Regista
- Assploitations 1 (2003)
- Assploitations 2 (2003)
- Anal Delinquents 1 (2004)
- Anal Delinquents 2 (2004)
- Assploitations 3 (2004)
- Assploitations 4 (2004)
- Sweet Obscenities (2004)
- Twist of Anal (2004)
- Anal Delinquents 3 (2005)
- Assploitations 5 (2005)
- Back 2 Black (2005)
- Dirty Dykes (2005)
- Teenage Chocoholics (2005)